# Mathematischer Konstruktivismus
Der mathematische Konstruktivismus ist eine Richtung der Philosophie der Mathematik, die den ontologischen Standpunkt vertritt, dass die Existenz mathematischer Objekte durch ihre Konstruktion zu begründen ist. Der Konstruktivismus kann eine objektivistische (ein mathematisches Objekt existiert unabhängig vom Denken, seine Existenz wird aber erst durch seine Konstruktion begründet) und eine subjektivistische Form einnehmen (ein mathematisches Objekt entsteht als Produkt der konstruierenden Intuition des Mathematikers und wird von ihm dabei überhaupt erst hergestellt, Intuitionismus). Mathematische Aussagen der Form „Es gibt …“ werden abgelehnt und – wenn möglich – ersetzt durch Sätze der Form „Wir können … konstruieren“ (bspw. „Es gibt irrationale Zahlen {\displaystyle a}, {\displaystyle b}, so dass {\displaystyle a^{b}} rational ist.“ vs. „Wir können solche Zahlen {\displaystyle a}, {\displaystyle b} konstruieren“).

## Entwicklung
Erste Ansätze zur konstruktiven Mathematik stammen aus dem Intuitionismus von L. E. J. Brouwer. Weitere Ansätze wurden von Hermann Weyl, Andrei Nikolajewitsch Kolmogorow und Errett Bishop, Arend Heyting, Solomon Feferman, Paul Lorenzen, Michael J. Beeson und Anne Sjerp Troelstra entwickelt. Hermann Weyl hat zuerst einen Intuitionismus vertreten, der durch die Husserlsche Phänomenologie geprägt ist, sich aber später von dem Intuitionismus distanziert und sich dem Formalismus im Sinne des Fichteschen Konstruktivismus (Wissenschaft als „symbolische Konstruktion“) angenähert.

## Theorie
In einem konstruktiven Beweis werden die mathematischen Objekte und Lösungen von Problemen tatsächlich konstruiert.
Die konstruktive Mathematik vermeidet ausdrücklich nicht-konstruktive Beweise und kommt mit der intuitionistischen Logik aus, die keine nicht-konstruktiven Beweise zulässt. Wird etwa (wie in einem indirekten Beweis) aus der Falschheit einer negierten Behauptung diese Behauptung selbst gefolgert, so wird dabei eine logische Schlussform verwendet, die nicht zur Konstruktion zwingt. Der wesentliche Kernpunkt des Konstruktivismus besteht also darin, nur jene Sätze zu formulieren, deren Objekte (und Problemlösungen) konstruierbar sind. Dieser Anspruch führt dazu, Anwendungen des Satzes vom ausgeschlossenen Dritten sowie des Auswahlaxioms abzulehnen, da mit beiden Sätzen auch Aussagen über mathematische Objekte (bzw. Lösungen) hergeleitet werden können, ohne anzugeben, wie diese konstruiert werden.
In der Arithmetik lässt sich immer beides durchführen, konstruktive Beweise und nicht-konstruktive Beweise. Die eigentliche Diskussion um die Grundlagen der Mathematik tritt erst in der Analysis auf:
Reelle Zahlen lassen sich auf der Konvergenztheorie für rationale Zahlen aufbauend als Äquivalenzklassen einer geeignet gewählten Äquivalenzrelation auf den rationalen Cauchy-Folgen definieren. Eine irrationale Zahl ist dann also, ähnlich wie die ihnen zugrunde liegenden rationalen Zahlen, eine Menge.
Beispiel:
{\displaystyle a_{1}:=1,\quad a_{i+1}:={\frac {a_{i}}{2}}+{\frac {1}{a_{i}}}}
Die Folge {\displaystyle \left(a_{i}\right)_{i\in \mathbb {N} }} hat als rationale Zahlenfolge keinen Grenzwert. Sie ist aber eine Cauchyfolge. Die Menge der zu {\displaystyle \left(a_{i}\right)_{i\in \mathbb {N} }} äquivalenten rationalen Cauchyfolgen, {\displaystyle \left[\left(a_{i}\right)_{i\in \mathbb {N} }\right]}, wird mit dem Symbol {\displaystyle {\sqrt {2}}} bezeichnet, erst einmal ohne dass die Wurzel eine Bedeutung hätte. Für Äquivalenzklassen werden dann die Verknüpfungen {\displaystyle +} und {\displaystyle \cdot } eingeführt und es zeigt sich, dass tatsächlich {\displaystyle {\sqrt {2}}\cdot {\sqrt {2}}=\left[2\right]} gilt.
So lassen sich als Grundlage für eine konstruktivistische Analysis alle nötigen reellen Zahlen bestimmen. Da eine Menge mit ausschließlich konstruierten reellen Zahlen nie alle reellen Zahlen enthalten kann, betrachten Konstruktivisten immer nur konstruierbare Teilmengen der Menge aller reellen Zahlen {\displaystyle \mathbb {R} } oder benutzen indefinite Quantoren (das Wort alle wird dann nicht wie in der konstruktiven Logik benutzt) zur Bestimmung von {\displaystyle \mathbb {R} }.
Da jede Konstruktionsanweisung eine endliche Folge von Anweisungen aus einer endlichen Menge {\displaystyle \Sigma } ist, gibt es eine bijektive Funktion {\displaystyle f\colon \Sigma ^{*}\rightarrow \mathbb {N} }. (Dabei ist {\displaystyle \Sigma ^{*}} die Menge aller Wörter über {\displaystyle \Sigma }.) Also sind diese konstruktivistischen Mengen reeller Zahlen abzählbar. Aus Cantors Diagonalbeweis folgt, dass die jeweilige Menge konstruktivistisch-reeller Zahlen eine niedrigere Kardinalität hat als die Menge aller reellen Zahlen und somit eine echte Teilmenge von ihr ist. Konstruktivisten vertreten den Standpunkt, dass man nur konstruierbare reelle Zahlen für Anwendungen braucht, und fassen die cantorschen Diagonalargumente als Konstruktionsvorschrift auf, Mengen reeller Zahlen abzählbar zu erweitern.

## Schriften konstruktiver Mathematiker
- Paul du Bois-Reymond: Allgemeine Functionentheorie. Tübingen 1882.
- Michael Beeson: Foundations of Constructive Mathematics. Springer-Verlag, Heidelberg 1985.
- Errett Bishop: Foundations of Constructive Analysis. McGraw-Hill, New York 1967.
- D. Bridges, F. Richman: Varieties of Constructive Mathematics. London Math. Soc. Lecture Notes 97, Cambridge: Cambridge University Press 1987.
- Leopold Kronecker: Vorlesungen über die Theorie der einfachen und der vielfachen Integrale. Netto, Eugen, Leipzig Teubner (Hrsg.): 1894
- P. Martin-Löf: Notes on Constructive Analysis. Almquist & Wixsell, Stockholm 1968.
- Paul Lorenzen: Maß und Integral in der konstruktiven Analysis. In: Mathematische Zeitung 54: 275. (online)
- Paul Lorenzen: Einführung in die operative Logik und Mathematik. Berlin / Göttingen / Heidelberg 1955.
- Paul Lorenzen: Metamathematik. Mannheim 1962.
- Paul Lorenzen: Differential und Integral. Eine konstruktive Einführung in die klassische Analysis. Frankfurt 1965.
- Paul Lorenzen: Konstruktive Wissenschaftstheorie. Frankfurt 1974.
- Paul Lorenzen: Lehrbuch der konstruktiven Wissenschaftstheorie. Metzler, Stuttgart 2000, ISBN 3-476-01784-2.
- Paul Lorenzen: Elementargeometrie als Fundament der Analytischen Geometrie. Mannheim / Zürich / Wien 1983, ISBN 3-411-00400-2.
- Peter Zahn: Ein konstruktiver Weg zur Masstheorie und Funktionalanalysis. 1978, ISBN 3-534-07767-9.